# Paraptenodytes
Paraptenodytes è un genere di pinguini fossile, di cui sono state descritte due specie.